# Cathédrale de Dornoch
 (mai 2024).
La cathédrale de Dornoch est une église paroissiale de l'Église d'Écosse, dans la petite ville de Dornoch, dans les Highlands écossais. Elle a été construite au XIIIe siècle, sous le règne du roi Alexandre II d'Écosse (1214-1249) et de l'épiscopat de Gilbert de la Moravie (mort en 1245).
En 1570, la cathédrale a été incendiée à cause des querelles locales. La restauration n'en a été terminée qu'au début du XIXe, par la comtesse de Sutherland. Parmi les améliorations réalisées figure une nouvelle nef étroite et sans piliers. 
L'intérieur a été réorganisé dans les années 1920 par le révérend Charles Bentinck Donald, avec la suppression de plâtre victoriens pour révéler la pierre. Le site de l'autel médiéval a été érigé et converti en un espace funéraire pour la famille Sutherland, ce qui a donne un monument en marbre étranger à l'aspect original du bâtiment.

## Source
- (en) Cet article est partiellement ou en totalité issu de l’article de Wikipédia en anglais intitulé « Dornoch Cathedral » (voir la liste des auteurs).